# Lee (imię)
Lee – angielskie imię, występuje w odmianach „Lea” i „Leigh”, nadawane kobietom jak i mężczyznom.
muzycy
- Lee Konitz, saksofonista jazzowy
- Lee Malia, gitarzysta Bring Me The Horizon
- Lee Ryan, piosenkarz
- Lee "Scratch" Perry, muzyk
- Lee Ranaldo, gitarzysta Sonic Youth

aktorzy
- Lee Radziwill – amerykańska aktorka filmowa
- Lee Remick – amerykańska aktorka filmowa
- Lee J. Cobb
- Lee Majors
- Lee Marvin
- Lee Pace
- Lee Tergesen
- Lee Van Cleef

sportowcy
- Lee Bowyer, piłkarz West Ham United F.C.
- Lee Dixon, piłkarz
- Lee Sharpe, piłkarz

przedsiębiorcy
- Lee Iacocca, prezes Forda i Chryslera

inni
- Lee Harvey Oswald, domniemany zabójca prezydenta Stanów Zjednoczonych Ameryki Johna Fitzgeralda Kennedy'ego

postacie fikcyjne
- Lee Adama, postać z serialu Battlestar Galactica
- Lee Chaolan, postać z serialu Tekken
- Lee, postać z serii gier Gothic
- Lee Everett, postać z gry The Walking Dead